# Callistethus fulvopiceus
Callistethus fulvopiceus är en skalbaggsart som beskrevs av Ohaus 1928. Callistethus fulvopiceus ingår i släktet Callistethus och familjen Rutelidae. Inga underarter finns listade.